# Минто (Аляска)
Минто (англ. Minto) — статистически обособленная местность в зоне переписи населения Юкон-Коюкук, штат Аляска, США.

## География
По данным Бюро переписи населения США площадь населённого пункта составляет 359,0 км², из них суша составляет 349,8 км², а водные поверхности — 9,3 км². Расположен на высоком берегу реки Толована.
Название населённого пункта является англицированной формой слова Menh Ti языка танана, которое переводится «среди озёр». Деревня была перенесена на современное место в 1969 году из-за часто повторяющихся наводнений. Место, где деревня была расположена раньше, известно сегодня как «Олд-Минто».

## Население
По данным переписи 2000 года население статистически обособленной местности составляло 258 человек. Расовый состав: коренные американцы — 91,86 %; белые — 7,75 %; представители двух и более рас — 0,39 %. Доля лиц в возрасте младше 18 лет — 38,8 %; лиц старше 65 лет — 9,7 %. Средний возраст населения — 25 лет. На каждые 100 женщин приходится 130 мужчин; на каждые 113,2 женщин в возрасте старше 18 лет — 129 мужчин.
Из 74 домашних хозяйств в 39,2 % — воспитывали детей в возрасте до 18 лет, 33,8 % представляли собой совместно проживающие супружеские пары, 21,6 % — женщины без мужей, 27,0 % не имели семьи. 25,7 % от общего числа хозяйств на момент переписи жили самостоятельно, при этом 9,5 % составили одинокие пожилые люди в возрасте 65 лет и старше. В среднем домашнее хозяйство ведут 3,49 человек, а средний размер семьи — 4,15 человек.
Средний доход на совместное хозяйство — $21 250; средний доход на семью — $37 500.

## Транспорт
Населённый пункт обслуживается аэропортом Минто.